# Erodium beketowii
Erodium beketowii là một loài thực vật có hoa trong họ Mỏ hạc. Loài này được Schmalh. mô tả khoa học đầu tiên năm 1895.